# Castillo de Turjak

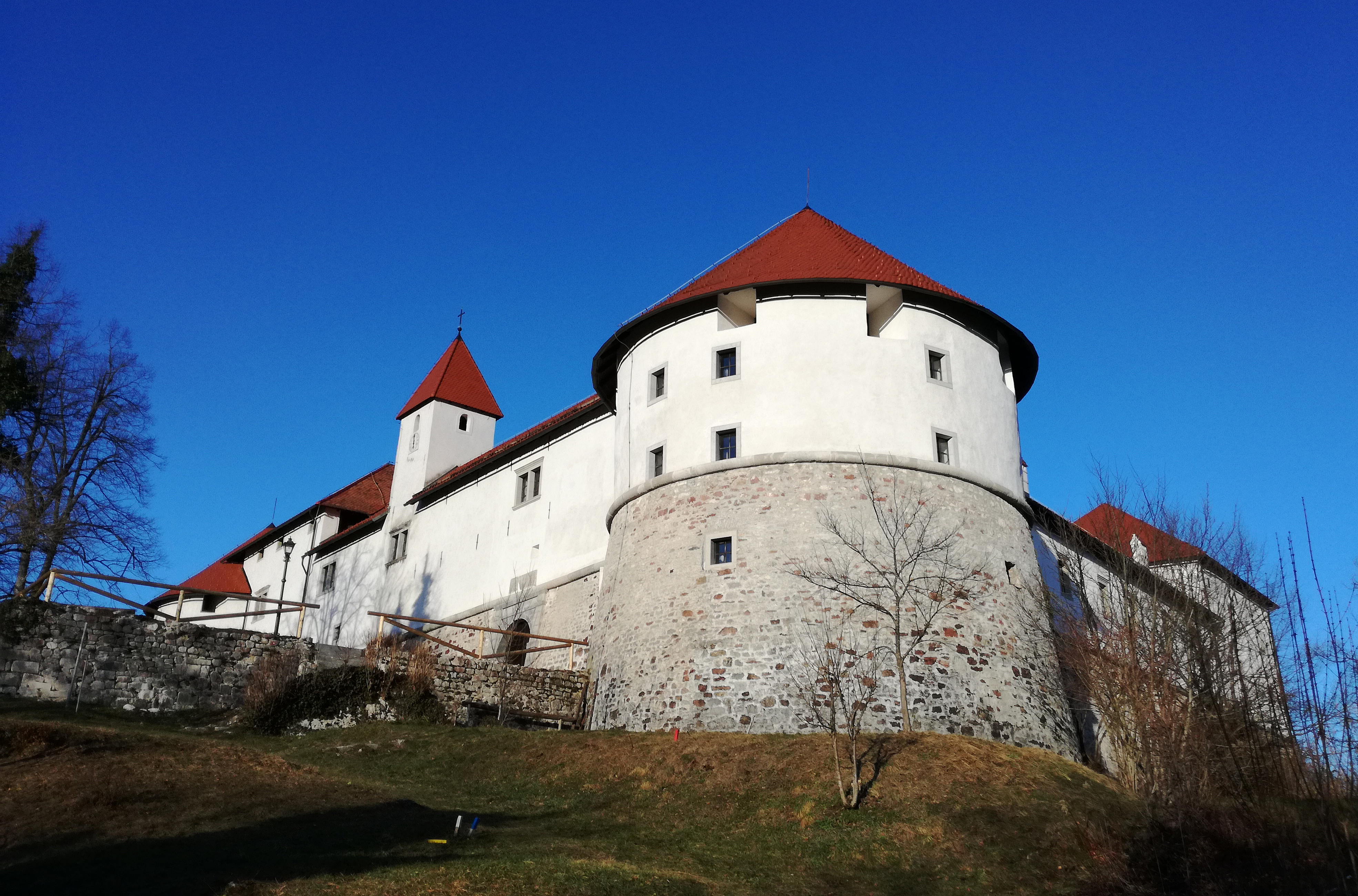
Castillo de Turjak (Castillo de Auersperg)

El Castillo de Turjak, en esloveno: grad Turjak o turjaški grad, en alemán: Burg Ursperg, y después Burg Auersperg) es un castillo del siglo XIII situado sobre el asentamiento de Turjak, parte del municipio de Velike Lašče en la región de la Baja Carniola de Eslovenia. El castillo se encuentra a 20 km al sudeste de Ljubljana y está considerado como uno de los más impresionantes de la zona.

## Etimología
El origen del nombre del castillo es incierto: la tradición local ha sostenido que deriva del extinto ganado silvestre de los bos primigenius (en esloveno, tur). Es más probable que sea una corrupción del nombre de sus fundadores, los caballeros Ursberg, más tarde Auersperg. La similitud con Turriaco en Italia, también conocido como Turjak en esloveno, se considera ampliamente como una coincidencia.

## Historia
El primer castillo de Turjak fue construido ya a finales del siglo XI por los caballeros (más tarde condes) von Auersperg. Pudo haber existido ya en 1062, fecha en la que se menciona por primera vez a la familia (específicamente a Konrad von Auersperg). En 1140, fue destruido e incendiado durante una lucha de sucesión entre los dos herederos de Pilgram II von Auersperg, su hijo Pilgram IV y su yerno Otto von Ortenburg. El castillo fue ocupado por Pilgrán IV, que fue derrotado.
En 1190 fue reconstruido por el conde Adolf II von Auersperg, cuyo hijo Otto se vio envuelto en una complicada guerra con las casas nobles de von Gortz, Ortenburg, y el Patriarcado de Aquilea, durante la cual el castillo fue nuevamente arrasado. Después, el sitio de los dos primeros castillos fue abandonado en favor del actual, más elevado.

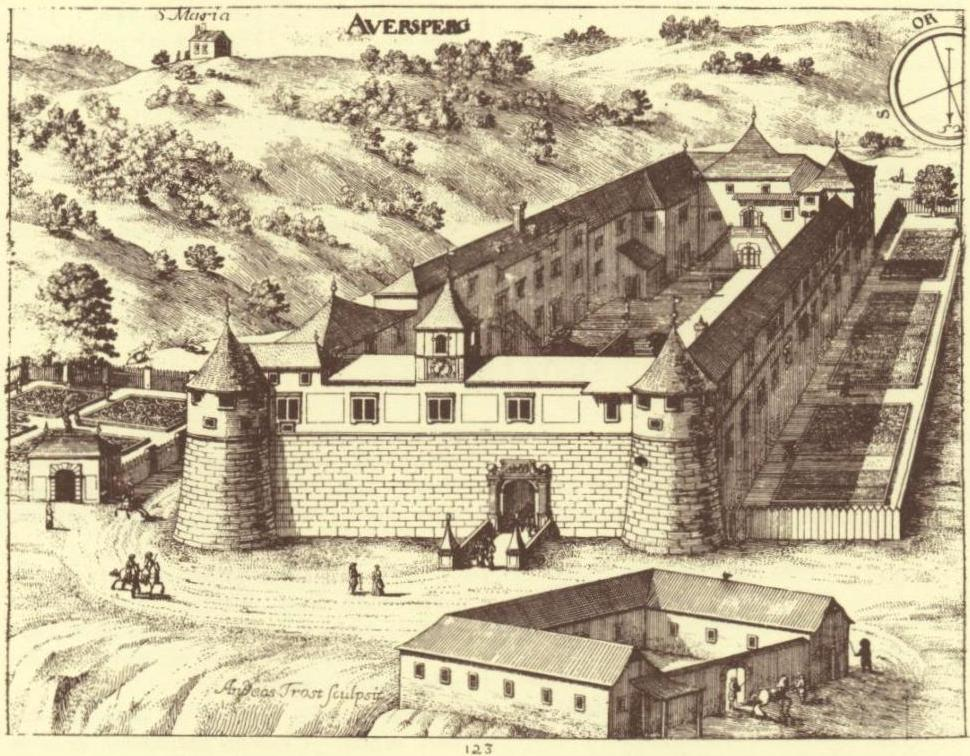
Castillo de Turjak, 1689 grabado en La Gloria del Ducado de Carniola

El castillo actual se menciona por primera vez en 1220. En 1270, Peter y Wolfgang von Auersperg lo vendieron a otra rama de la familia, y después fue comprado por Baltasar von Auersperg, canciller del Sacro Imperio Romano Germánico. En el siglo XIV, entre los propietarios de Auersperg se encontraban Gerhard (1317) y los hermanos Friederich, Volkard y Herward. El castillo fue completamente destruido por el gran terremoto de 1511, pero fue reconstruido a tiempo para resistir con éxito una furiosa revuelta campesina en 1515 que arrasó con varios otros castillos de la región. Se enfrentó a un desafío más serio por parte de los invasores turcos, que emprendieron importantes asaltos contra él en 1491 y 1528, pero fueron repelidos en ambas ocasiones.
Los Auerspergs tenían reputación de ser líderes militares capaces; Iván de Turjak cayó en la batalla de Viena en 1529, Herbard de Turjak (Herbard VIII von Auersperg) murió en Budačko en 1575, mientras que Andreas von Auersperg, el "Aquiles Carniola", comandó las fuerzas de Carintia y Carniola en la batalla de Sisak y contribuyó a una victoria decisiva contra los otomanos el 22 de junio de 1593.

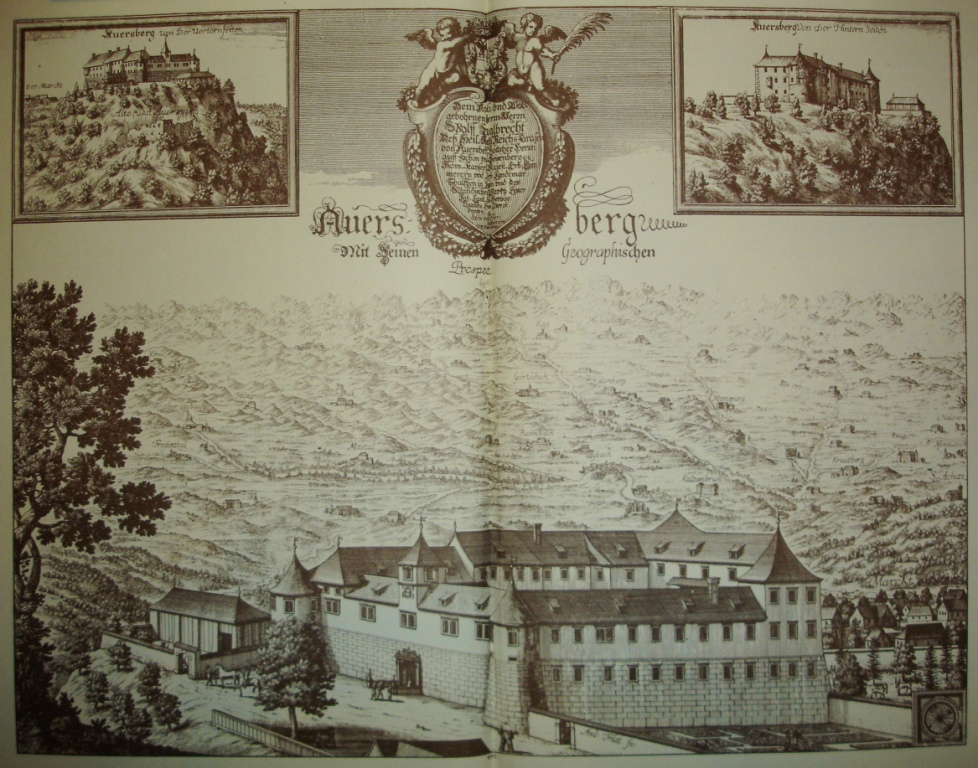
Castillo de Turjak, 1689 grabado en La Gloria del Ducado de Carniola

Durante el siglo XVI, los Auerspergs fueron firmes partidarios de la Reforma Protestante en Eslovenia. A los principales líderes del protestantismo esloveno, Primož Trubar y Jurij Dalmatin, se les ofreció un santuario en el castillo, y trabajaron en la primera traducción de la Biblia al esloveno durante su estancia. Los condes también ofrecieron apoyo financiero al proyecto de imprimir algunos de los primeros libros eslovenos.
Entre los señores de Turjak del siglo XVII están Johan Andreas von Auersperg y Wolf Engelbert von Auersperg, el último de los cuales fue señalado por el historiador Valvasor, quien atestiguó la importancia del castillo incluyendo dos grabados del mismo en su "Gloria del Ducado de Carniola" de 1689, incluyendo una extensión de dos páginas.
Su hijo y sucesor Adam Anton Siegfried estableció un fideicomiso o vinculación en 1739 (el año de su muerte), que incluía el señorío de Turjak, la posesión de Nadlischegg en Mokronog y el Palacio Turjak (o Auersperg) en Ljubljana. Le sucedió su hijo mayor Adolf Engelbert Ignaz, que murió en 1768. El 20 de mayo de 1769, la propiedad de las tierras alodiales pasó a su viuda Elisabeth (nee Lichtenberg), mientras que el fideicomo pasó a su cuñado Josef Maria.
Después de su muerte el 24 de diciembre de 1805, las propiedades del fideicomiso pasaron a manos de Johann Paul Alois, y luego al conde Josef von Auersperg, quien las conservó hasta su muerte el 12 de octubre de 1883, seguido de su hijo el conde Leo von Auersperg. Entre 1916 y 1931, el propietario del fideicomiso fue el hijo de Leo, Herward, seguido por su hijo, también llamado Herward.
El 19 de septiembre de 1943, el castillo fue tomado por los partisanos (irónicamente de la brigada de Prešeren) después de una larga batalla con su guarnición de destacamentos de la Guardia Azul eslovena del ejército yugoslavo de la Patria. Cerca de quinientos de ellos fueron hechos prisioneros y se convirtieron en el blanco de las represalias, en forma de crímenes de guerra.[cita requerida] El castillo fue severamente dañado en la batalla, y quedó en ruinas durante varios años. Después de la Segunda Guerra Mundial, el castillo fue nacionalizado, y el trabajo de restauración se llevó a cabo lentamente.
En 2006, el presidente de Eslovenia, Janez Drnovšek, fundó el Movimiento por la Justicia y el Desarrollo, un grupo de la sociedad civil, con una gran concentración en el castillo.

## Arquitectura
El castillo es de planta triangular y está situado en una colina aterrazada. Grandes torres defensivas renacentistas (bastillas) en los vértices del triángulo están conectadas por alas residenciales. La torre occidental contiene un conjunto de mazmorras. El alto palacio central data del período romántico.
El castillo ha sido alterado de forma importante varias veces a lo largo de su historia. Tan recientemente como en la década de 1680, los grabados de Valvasor muestran una estructura rectangular con pequeñas torres en sólo dos esquinas y una gran torre en el extremo oriental. Esta disposición data de la mayor reconstrucción después del devastador terremoto de 1512, aunque sobreviven algunos elementos anteriores al siglo XVI, en particular el ala norte y partes de los muros defensivos.
El castillo original del siglo X u XI estaba más bajo en la ladera; aun se ven algunas ruinas menores.
El castillo es inusual por tener dos capillas. Una católica en el lado oeste ha servido como iglesia desde 1789; después de una renovación en 1990, se celebra allí una misa todos los domingos. Una segunda capilla protestante románica lleva el nombre de Dalmatin, y contiene las tumbas de los condes protestantes, así como frescos góticos.

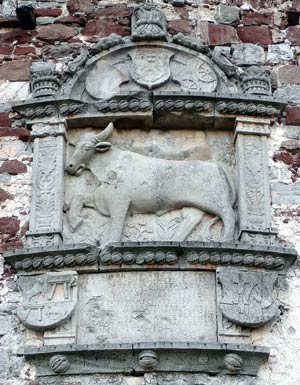
La placa construida en la torre, siglo XVI

En el lado este del castillo, una placa de piedra adorna la "torre del bisonte". El escudo de armas y el bisonte están grabados junto al texto. La inscripción dice:
ANNO DOMINI 1067 IAR IST

AVRSPERG DVRCH HERN 

CONRAT

VON AVRSPERG 

ANGEFANGEN

PAVN NACHMALS DVRCH DEN 

ERT

PVDEM IM 1511 IAR ZERSCHVT

ABER DVRCH MICH TROIAN 

VON

AVRSPERG OBRISTN ERB 

CAMRER

IN CRAIN VNMD DER 

WIDISCHEN

MARK IN GRVND

ABGESPROCEHN VND VON 

NEVEN ANGEFANGEN ZV

PAVEN IM 1520 IAR